# Ejército de la Bandera Negra
El Ejército de la Bandera Negra  (en chino, 黑旗軍; pinyin, Hēiqí Jūn; en vietnamita: Quân cờ đen) fue un remanente escindido de un grupo de bandidos reclutados principalmente entre soldados de origen étnico zhuang, que cruzaron la frontera en 1865 desde Guangxi, China, hacia el norte de Vietnam, durante la dinastía Nguyễn. Aunque eran bandidos, fueron conocidos principalmente por sus luchas contra las fuerzas invasoras francesas, que luego se trasladaron a Tonkín (norte de Vietnam). El Ejército de la Bandera Negra se llama así porque su comandante, Liu Yongfu, prefería usar banderas de mando negras. El ejército se disolvió oficialmente en 1885 como resultado del Tratado de Tientsin entre los franceses y los Qing. Sin embargo, los restos del ejército continuaron librando una guerra de guerrillas contra las autoridades coloniales francesas durante años. Con la sanción de las autoridades vietnamitas y chinas, el ejército se unió a las fuerzas irregulares vietnamitas, frenando la invasión francesa más allá del delta del río Rojo.

## El ascenso y la caída del Ejército de la Bandera Negra

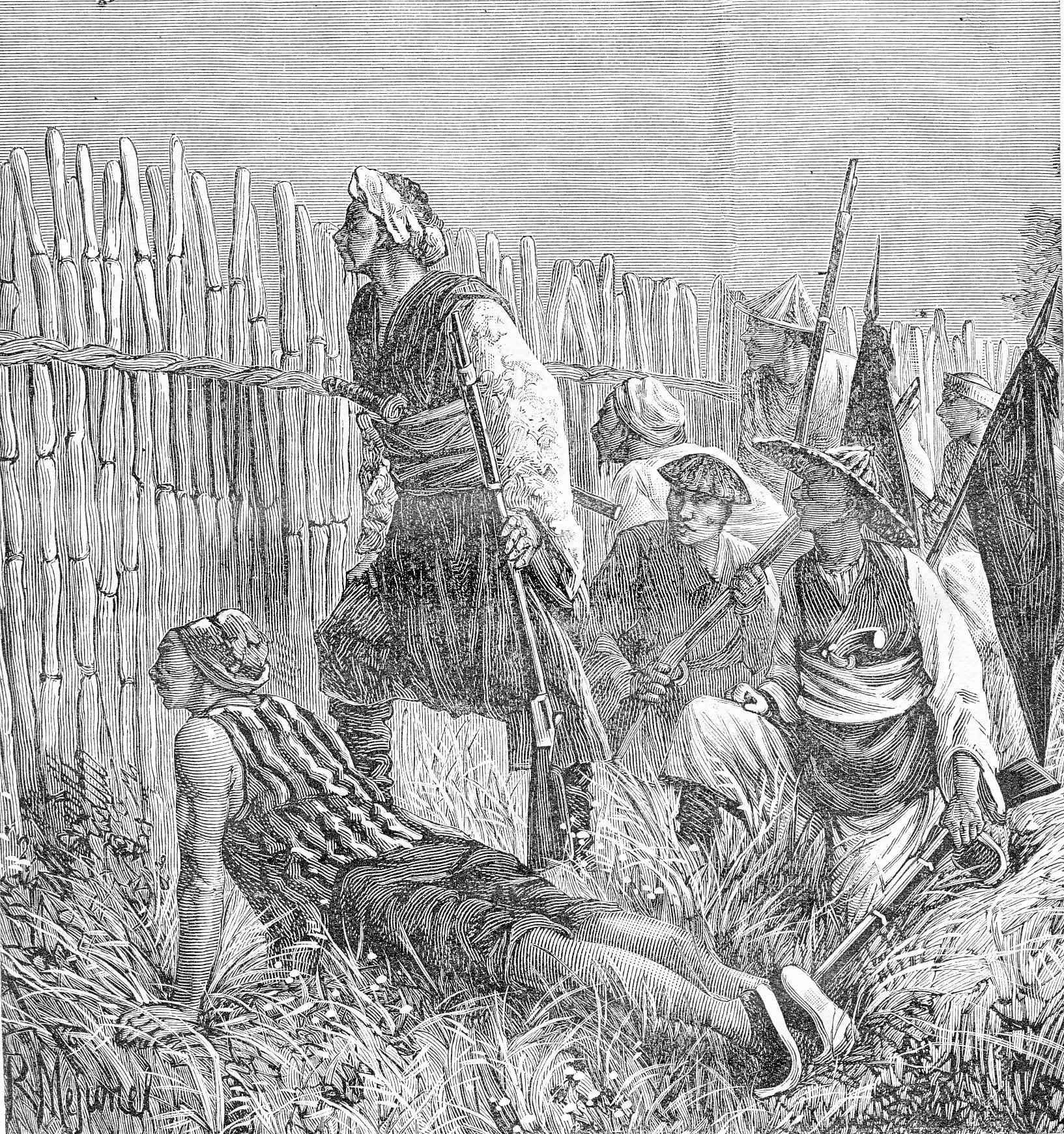
Una emboscada por parte de soldados de la Bandera Negra, 1883.

En 1857, Liu Yongfu (en vietnamita, Lưu Vĩnh Phúc), un mercenario hakka, comandaba un grupo de unos 200 hombres dentro de un grupo de bandidos más grande en la provincia de Guangxi encabezado por Huang Sihong (黃思宏). Él desertó con sus hombres a la banda de Wu Yuanqing (Wu Yuan-ch'ing, 吳元清) bajo su propia bandera negra. Liu organizó una ceremonia que recuerda a los rituales tiandihui (天地 会) y nació lo que se conoció como el Ejército de la Bandera Negra. El «ejército» operaba como una unidad independiente bajo Wu Yuanqing y bajo su hijo y sucesor, Wu Yazhong (Wu Ya-chung, 吳亞 終) o Wu Hezhong. Aunque no forman parte de las fuerzas de Taiping, tanto Wu Yuanqing como Wu Yazhong afirmaron ser «príncipes» de Taiping.
Después de que las fuerzas de la dinastía Qing aplastaran la rebelión de Taiping en 1864 en Nanking, el ejército de Qing procedió a destruir sistemáticamente las numerosas bandas armadas de las provincias del sudeste. Perseguido con vehemencia, el desesperado Wu Yazhong, con Liu y su Ejército de la Bandera Negra, cruzó al Alto Tonkín en 1865.
Los Bandera Negra demostraron su utilidad a la corte vietnamita al ayudar a la supresión de las tribus indígenas que poblaban el terreno montañoso entre los ríos Rojo y Negro, y por esto Liu fue recompensado con un título militar oficial.
Asegurado con el respaldo de la corte vietnamita, Liu Yongfu estableció una red de extorsión rentable a lo largo del curso del río Rojo, «gravando» el comercio fluvial entre Sơn Tây y Lào Cai a una tasa del 10%. Las ganancias acumuladas de esta empresa fueron tan grandes que el ejército de Liu aumentó en número en la década de 1870, atrayendo a sus filas a aventureros de todo el mundo conocido. Aunque la mayoría de los soldados de la Bandera Negra eran chinos, los oficiales subalternos incluían mercenarios estadounidenses y europeos, algunos de los cuales habían participado en la rebelión de Taiping. Liu usó su experiencia para transformar el Ejército de la Bandera Negra en una fuerza de combate formidable. Bajo su mando en Tonkín tenía 7000 soldados de Guangdong y Guangxi.
El hostigamiento de los buques europeos que comerciaban en el río Rojo provocó el envío de la fuerza expedicionaria francesa a Tonkín bajo el mando del comandante Henri Rivière en 1882. Los enfrentamientos resultantes entre el ejército francés y el de la Bandera Negra (este último instigado por las fuerzas regulares de Vietnam y China) se intensificaron, lo que finalmente desembocó en la guerra franco-china (agosto de 1884 a abril de 1885). Los Bandera Negra ayudaron a las fuerzas chinas durante esta guerra, más conocida por el feroz asedio de Tuyên Quang cuando los ejércitos conjuntos de Bandera Negra y China lucharon contra un batallón de la Legión Extranjera Francesa que defendía la ciudadela. El Ejército de la Bandera Negra se disolvió formalmente al final de la guerra franco-china, aunque muchos de sus miembros continuaron hostigando a los franceses durante años como bandidos independientes.
Sorprendentemente, Liu Yongfu revivió al Ejército de la Bandera Negra nuevamente en 1895 en respuesta a la invasión japonesa de Taiwán de 1895. Liu Yongfu cruzó a Taiwán a instancias de su viejo amigo Tang Jingsong, exgobernador general de la isla y ahora presidente de la efímera República de Formosa. Liu volvió a poner en servicio a varios veteranos de la Bandera Negra para unirse a la lucha contra los japoneses, y se puso al mando de las fuerzas de resistencia locales, pero el Ejército de la Bandera Negra reconstituido fue barrido con facilidad por la Guardia Imperial del Ejército Japonés. El propio Liu se vio obligado a disfrazarse de anciana para escapar de la captura.

## El Ejército de la Bandera Negra en acción

### Asesinato del teniente Francis Garnier, diciembre de 1873

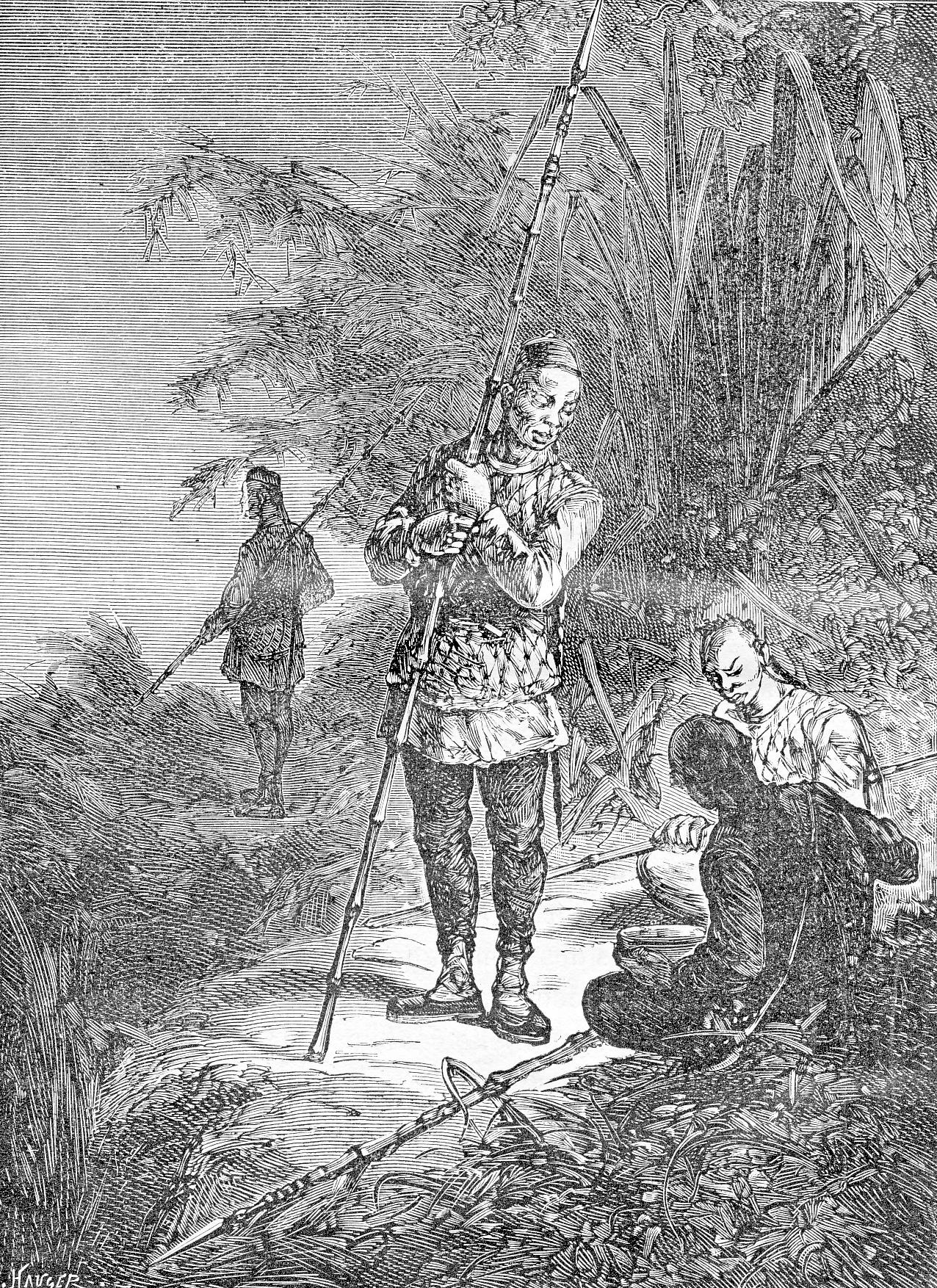
Soldados de la Bandera Negra, 1873.

En 1873 el gobierno vietnamita contó con la ayuda del ejército de la Bandera Negra para afrontar un intento de conquista de Tonkín por parte del teniente naval francés Francis Garnier, quien actuaba sin órdenes tras haber sido enviado allí en misión diplomática. El 21 de diciembre de 1873, Liu Yongfu y alrededor de 600 hombres de la Bandera Negra (en francés, pavillons noirs, drapeaux noirs), marchando bajo una enorme bandera negra, se acercaron a la puerta oeste de la ciudadela de Hanói. Un gran ejército vietnamita los siguió. Garnier ordenó el bombardeo de los Bandera Negra con una pieza de campo montada sobre la puerta, y cuando fueron rechazados, condujo a un grupo de 18 infantes de marina franceses fuera de la puerta en su persecución. Garnier y tres de sus hombres cargaron cuesta arriba en un ataque de bayoneta contra un grupo de Bandera Negra, pero fueron asesinados con una lanza después de tropezar en un curso de agua. El joven enseigne de vaisseau Adrien-Paul Balny d’Avricourt encabezó una pequeña columna similar para reforzar a Garnier, pero también fue asesinado frente a sus hombres. Otros tres soldados franceses también murieron en estas incursiones, y los otros huyeron a la ciudadela después de que cayeran sus oficiales.
Sin embargo, a pesar de la muerte de Garnier, el intento de retomar Hanói había fracasado y los franceses mantuvieron el control de la mayor parte del delta del río Rojo. Sin embargo, el gobierno francés desaprobó la conquista no autorizada y el teniente Paul Philastre fue enviado para sacar a los hombres de Garnier de las ciudades que ocupaban y repatriarlos de regreso a Saigón en febrero de 1874.

### Derrota de la invasión de Tonkín por Henri Rivière, mayo de 1883
Diez años más tarde, con Francia entrando nuevamente en Tonkín, estallaron hostilidades no declaradas en 1883 y la primera mitad de 1884 como preludio de la guerra franco-china. Los Bandera Negra lucharon en varios enfrentamientos contra las fuerzas francesas en Tonkín. El primer gran enfrentamiento tuvo lugar en la batalla del Cầu Giấy (19 de mayo de 1883), en la que el capitán naval francés Henri Rivière fue emboscado y asesinado. Fue una victoria rápida y sorprendente para el ejército de la Bandera Negra.

### Choques indecisos, verano de 1883
En la batalla de Phủ Hoài (15 de agosto de 1883), el ejército de la Bandera Negra defendió con éxito sus posiciones contra un ataque francés lanzado por el general Alexandre-Eugène Bouët, aunque tuvo un número de bajas considerablemente mayor que los franceses. En la batalla de Palan (1 de septiembre de 1883), a los Bandera Negra les fue peor, ya que fueron expulsadas desde una posición clave en el río Đáy.

### Desastre en Sơn Tây, diciembre de 1883
En diciembre de 1883, el Ejército de la Bandera Negra sufrió una gran derrota a manos del almirante Amédée Courbet en la campaña de Sơn Tây. A pesar de luchar con un coraje fanático en los enfrentamientos en Phù Sa el 14 de diciembre y Sơn Tây el 16 de diciembre, los Bandera Negra no pudieron evitar que los franceses asaltaran Sơn Tây. Incluso con grandes contingentes regulares chinos y vietnamitas en Sơn Tây, el Ejército de la Bandera Negra soportó la peor parte de los combates y sufrió muchas bajas. En opinión del observador británico William Mesny, un alto oficial del ejército chino, los combates en Sơn Tây rompieron el poder del Ejército de la Bandera Negra, aunque la tenaz defensa de los Bandera Negra en la batalla de Hòa Mộc quince meses más adelante no confirma esta apreciación.

### Pérdida de Hưng Hóa, abril de 1884
El Ejército de la Bandera Negra no participó en la campaña de Bắc Ninh (marzo de 1884). Después de la captura francesa de Bắc Ninh, los Bandera Negra se retiraron a Hưng Hóa. En abril de 1884, los franceses avanzaron sobre Hưng Hóa con ambas brigadas del Cuerpo Expedicionario de Tonkín. Los Bandera Negra habían levantado una impresionante serie de fortificaciones alrededor de la ciudad, pero el general Charles-Théodore Millot, el comandante en jefe francés, la tomó sin una sola baja francesa. Mientras la 2.ª brigada del general François de Négrier cubría a los Bandera Negra frontalmente desde el este y sometía a Hưng Hóa a un feroz bombardeo de artillería desde las alturas de Trung Xa, la 1.ª brigada del general Louis Brière de l'Isle hizo una marcha de flanco hacia el sur para cortar la línea de retirada de Liu. En la noche del 11 de abril, al ver a la infantería de marina de Brière de l'Isle emerger detrás de su flanco en Xuan Dong, los Bandera Negra evacuaron Hưng Hóa antes de quedar atrapados dentro. Prendieron fuego a los edificios restantes antes de irse y, a la mañana siguiente, los franceses encontraron una ciudad completamente abandonada.

### Pérdida de Tuyên Quang, junio de 1884
El Ejército de la Bandera Negra se retiró por el Río Rojo hasta Thanh Quân, a solo unos días de marcha desde la ciudad fronteriza de Lào Cai. Varios cientos de soldados de la Bandera Negra, desmoralizados por la facilidad con la que Courbet y Millot habían derrotado a su unidad, se rindieron a los franceses en el verano de 1884. Uno de los logros finales de Millot fue avanzar río arriba y rechazar al Ejército de la Bandera Negra de Tuyên Quang en la primera semana de junio, nuevamente sin una sola víctima francesa. Si los franceses hubieran perseguido seriamente a Liu Yongfu después de la captura de Tuyên Quang, los Bandera Negra probablemente habrían sido expulsados de Tonkín allí mismo. Pero la atención francesa fue desviada por la repentina crisis con China provocada por la emboscada de Bắc Lệ (23 de junio de 1884), y durante el agitado verano de 1884 los Bandera Negra se recuperaron lentamente.

### Alianza con los chinos, septiembre de 1884 a abril de 1885
La suerte del Ejército de la Bandera Negra cambió con el estallido de la guerra franco-china en agosto de 1884. La emperatriz viuda Cixí respondió a la noticia de la destrucción de la flota de Fujian de China en la batalla de Fuzhou (23 de agosto de 1884) ordenándole a los generales invadir Tonkín para expulsar a los franceses de Hanói. Tang Jingsong, el comandante del ejército de Yunnan, sabía que los servicios de Liu serían invaluables en la guerra contra Francia, y Liu aceptó participar con el Ejército de la Bandera Negra en la próxima campaña. Los Bandera Negra ayudaron a las fuerzas chinas a ejercer presión sobre Hung Hoa y los aislados puestos franceses de Phu Doan y Tuyen Quang durante el otoño de 1884.

### La batalla de Hòa Mộc, marzo de 1885

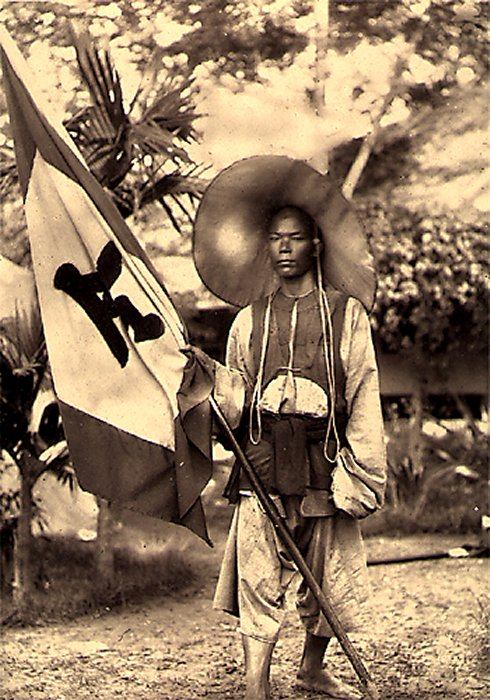
Un soldado del Ejército de la Bandera Negra, 1885.

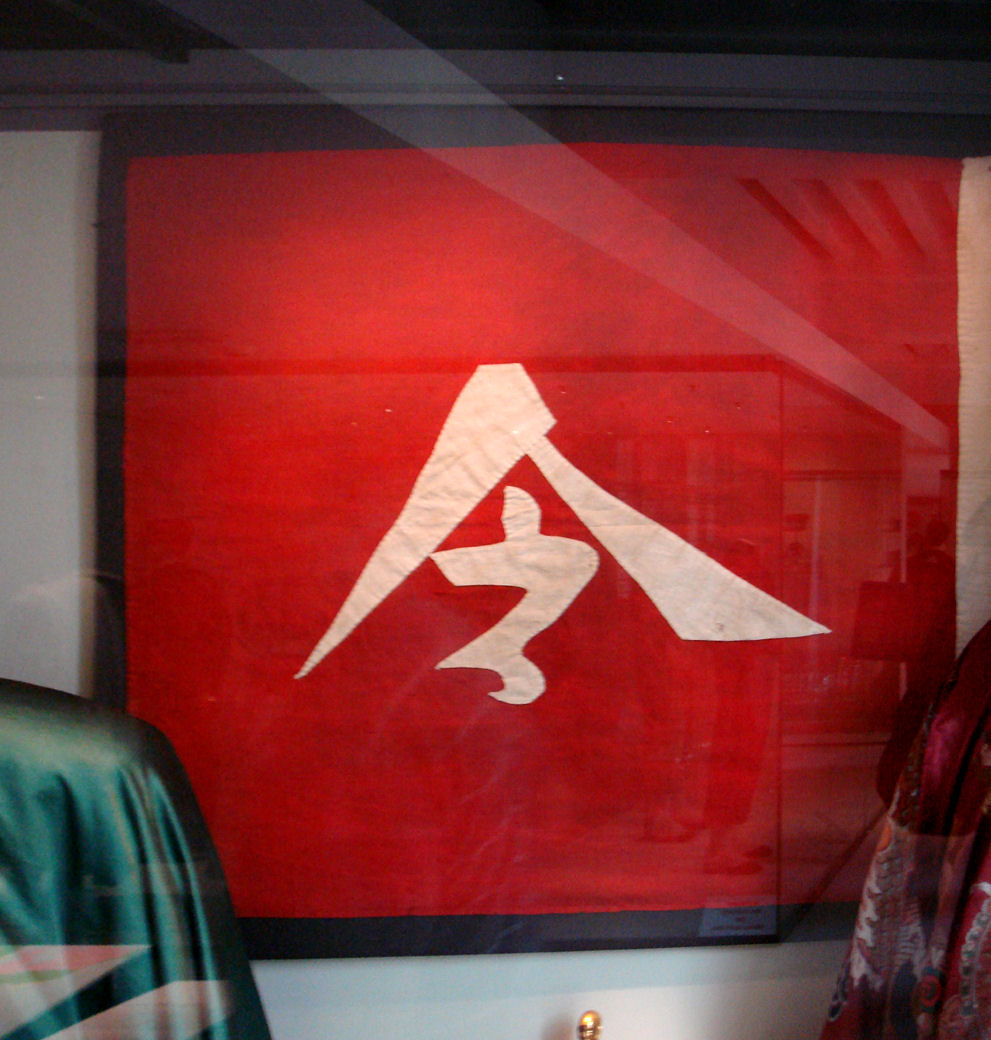
Una bandera del ejército, capturada por los franceses en Hòa Mộc (2 de marzo de 1885) y ahora exhibida en el Musée de l'Armée, París.

En el invierno y la primavera de 1885, 3000 soldados del Ejército de la Bandera Negra sirvieron durante el asedio de Tuyên Quang. En la batalla de Hòa Mộc (2 de marzo de 1885), el Ejército de la Bandera Negra infligió numerosas bajas a una columna francesa que marchaba en ayuda de Tuyên Quang. Las bajas francesas en Hòa Mộc fueron de 76 muertos y 408 heridos, la mayor tasa de bajas y la mayor pérdida en un solo día de lucha sufrida por los franceses durante la guerra franco-china. Muchos oficiales franceses en Hòa Mộc dijeron que la carnicería fue incluso peor que en Sơn Tây quince meses antes.

### Disolución del Ejército de la Bandera Negra, junio de 1885
Una de las condiciones del tratado de paz entre Francia y China que puso fin a la guerra franco-china fue que Liu Yongfu debía abandonar Tonkín. Al final de la guerra, Liu solo tenía alrededor de 2000 soldados bajo su mando y no estaba en condiciones de resistir la presión de Tang Jingsong y los otros comandantes del ejército de Yunnan para eliminar al Ejército de la Bandera Negra. Liu cruzó a China con algunos de sus seguidores más leales, pero la mayor parte del ejército se quedó en suelo tonkinés en el verano de 1885. Sin paga durante meses y todavía en posesión de sus rifles, la mayoría de los soldados de la Bandera Negra de inmediato se dedicaron al bandidaje, al amparo del movimiento de resistencia Cần Vương contra los franceses. Los franceses tardaron meses en reducirlos, y la ruta entre Hung Hoa y la ciudad fronteriza de Lao Cai no se aseguró hasta febrero de 1886. En 1887, los bandidos de la Bandera Negra siguieron siendo lo suficientemente poderosos como para saquear Luang Prabang.